# Asplenium rutaceum
Asplenium rutaceum là một loài thực vật có mạch trong họ Aspleniaceae. Loài này được (Willd.) Mett. miêu tả khoa học đầu tiên năm 1858.